# Píšť (district de Pelhřimov)
Pour les articles homonymes, voir Píšť.
Píšť (en allemand : Pischt) est une commune du district de Pelhřimov, dans la région de Vysočina, en République tchèque. Sa population s'élevait à 77 habitants en 2024.

## Géographie
Píšť est arrosée par la rivière Želivka, qui est la limite de la commune au sud-est. Elle se trouve à 13 km au nord-ouest de Humpolec, à 19 km au nord de Pelhřimov, à 36 km au nord-ouest de Jihlava à 78 km au sud-est de Prague.
La commune est limitée par Blažejovice au nord, par Snět au nord-est, par Ježov à l'est, par Vojslavice et Hořice au sud et par Dunice et Děkanovice à l'ouest.

## Histoire
La première mention écrite de la localité date de 1352.

## Administration
La commune se compose de deux sections :
- Píšť
- Vranice

## Transports
Par la route, Píšť se trouve à 16,5 km de Humpolec, à 25 km de Pelhřimov, à 48 km de Jihlava à 86,5 km de Prague.